# بريمان
بريمان (بالإنجليزية: Burayman)‏ هو حي شعبي يقع شرق مدينة جدة في منطقة مكة المكرمة في غرب المملكة العربية السعودية. في شمال الحي مطار الملك عبد العزيز الدولي وكذلك مشروع قطار الحرمين السريع الذي يربط بين منطقتي مكة المكرمة والمدينة المنورة.

## أوضاع الحي
يعرف الحي نُقصا من حيث التهيئة، حيث عرف انتشارا واسعا للدواب والثعابين الخطرة، وذلك بسبب تواجد المشاريع ومناطق العمل الصناعية في طل أرجاء الحي. كما يعرف الحي تفاوتا في الخدمات كالتزود بالكهرباء مثلا، حيث أن توزيع خدمات الكهرباء تتم بشكل غير مُنظم. إضافة إلى عدم وجود مركز للشرطة، حيث يقع الحي ضمن حدود مركز شرطة السامر، والذي يغطي 17 حيا، ويعد أكبر مركز شرطة يخدم أحياء سكنية.

### التعديات في الحي
- أزالت أمانة مدينة جدة في عام 2019 -بحسب صحيفة عكاظ- تعديات على أراضِ حكومية في حي بريمان بلغت 16 ألف متر «تنوعت بين التخطيط والبيع وبناء الحظائر».[7]
- أزالت بلدية بريمان في يوليو 2020 تعديات بمساحة 9500 متر مربع تم الاستيلاء عليها بطرق غير مشروعة.[8]